# Denis Piramus
Denis Piramus, o Denys Pyramus o incluso Pyram, fue un monje benedictino escritor anglo-normando del siglo XII.
En La vie seint Edmund le Rei [La vida del rey San Edmundo], afirma haber pasado gran parte de su vida como pecador y que, cuando era habitual de la corte, pasaba el tiempo versificando serventesios, canciones, rimas, veros y mensajes entre amantes. Tras afirmar que todo esto lo hacía por órdenes del demonio, declara que a partir de ese momento renuncia y se arrepiente y dedicará el resto de su vida a actividades más dignas de interés.
Así se identifica en el prólogo de su poema:

Jeo ai nun Denis Piramus

Les jurs jolis de ma joenesce

S’en vunt, si trei jeo a veilesce

Durante mucho tiempo se le atribuyó erróneamente el poema de Parthenopex de Blois.

## Obra
- La vie seint Edmund le Rei : poema anglo-normando del Siglo XII, Ed. Hilding Kjellman, Ginebra, Slatkine Reprints, 1974